# Emāmzādeh Deh Chāl
Emāmzādeh Deh Chāl (persiska: امامزاده ده چال, قَلعِهچِه, كَلاچَ) är en ort i Iran.   Den ligger i provinsen Markazi, i den nordvästra delen av landet, 250 km sydväst om huvudstaden Teheran. Emāmzādeh Deh Chāl ligger 1 672 meter över havet och antalet invånare är 472.
Terrängen runt Emāmzādeh Deh Chāl är kuperad söderut, men norrut är den platt.Runt Emāmzādeh Deh Chāl är det ganska tätbefolkat, med 120 invånare per kvadratkilometer. Närmaste större samhälle är Khondāb, 8,0 km sydost om Emāmzādeh Deh Chāl. Trakten runt Emāmzādeh Deh Chāl består till största delen av jordbruksmark.